# بورخا بلانكو جيل
بورخا بلانكو جيل (بالإسبانية: Borja Blanco Gil)‏ هو لاعب كرة الصالات ‏ ولاعب كرة قدم إسباني، ولد في 16 نوفمبر 1984 في موستوليس في إسبانيا. شارك مع منتخب إسبانيا لكرة القدم داخل الصالات. أما مع النوادي، فقد لعب مع Marca Futsal ‏.

## وصلات خارجية
- بورخا بلانكو جيل على موقع الاتحاد الأوربي (الإنجليزية)